# 中国人民解放军陆军炮兵第七十四旅
炮兵第七十四旅（英語：74th Artillery Brigade），是曾经中国人民解放军陆军第七十四集团军下属的炮兵旅，驻地广东省韶关市。

## 历史概述
该旅前身为1948年5月成立的冀察热辽军区炮兵旅，是中国人民解放军早期成立的炮兵部队中极少数不是由步兵改编而来的炮兵部队，也是历史最为悠久的炮兵师旅级建制。参加过第二次国共内战，抗美援朝战争。回国后移防广东，长期隶属于广州军区建制。
2013年，炮兵第一师第二〇九团被拆分出来成立远程火箭炮兵第二〇九旅，余部缩编为陆军第四十二集团军炮兵旅，2017年改为炮兵第七十四旅。

## 沿革[3]
- 冀察热辽军区炮兵旅——（1948年5月-1948年11月25日）
- 第四野战军炮兵第一指挥所——（1948年11月25日-1949年1月11日）
- 炮兵第一师——（1949年1月11日-2013年11月）
- 陆军第四十二集团军炮兵旅——（2013年11月-2017年2月）
- 陆军第七十四集团军炮兵第七十四旅——（2017年2月至今）